# جوي بروك
جوي بروك (بالهولندية: Joey Brock)‏ (20 سبتمبر 1988 في هولندا - ) هو لاعب كرة قدم هولندي في مركز الظهير. لعب مع إن إي سي نيميخن ودين بوستش وهيلموند سبورت ونادي روسيندال ‏.

## وصلات خارجية
- جوي بروك على موقع قاعدة بيانات كرة القدم.إي يو (الإنجليزية)
- جوي بروك على موقع Soccerway.com (الإنجليزية)